# Milkshake (singel)
"Milkshake" är en låt av den amerikanska sångerskan Kelis och den första singeln från hennes tredje studioalbum, Tasty. Låten släpptes digitalt i USA den 25 augusti 2003 av Star Trak och Arista Records. Den skrevs och producerades av The Neptunes, en musikduo som producerat de flesta av Kelis föregående låtar. Låten handlar om en milkshake, vilket är en metafor för något som gör en kvinna speciell.
Låten mottogs positivt av kritiker. Den har sålts i 883 000 digitala exemplar i USA och nådde nummer tre på Billboard Hot 100, vilket gör den till Kelis mest framgångsrika singel på listan. Låten var även framgångsrik internationellt. Den toppade listan i Irland och nådde topp tre i Australien, Nya Zeeland och Storbritannien. Den certifierades guld av Recording Industry Association of America (RIAA) och nominerades en Grammy Award.

## Bakgrund

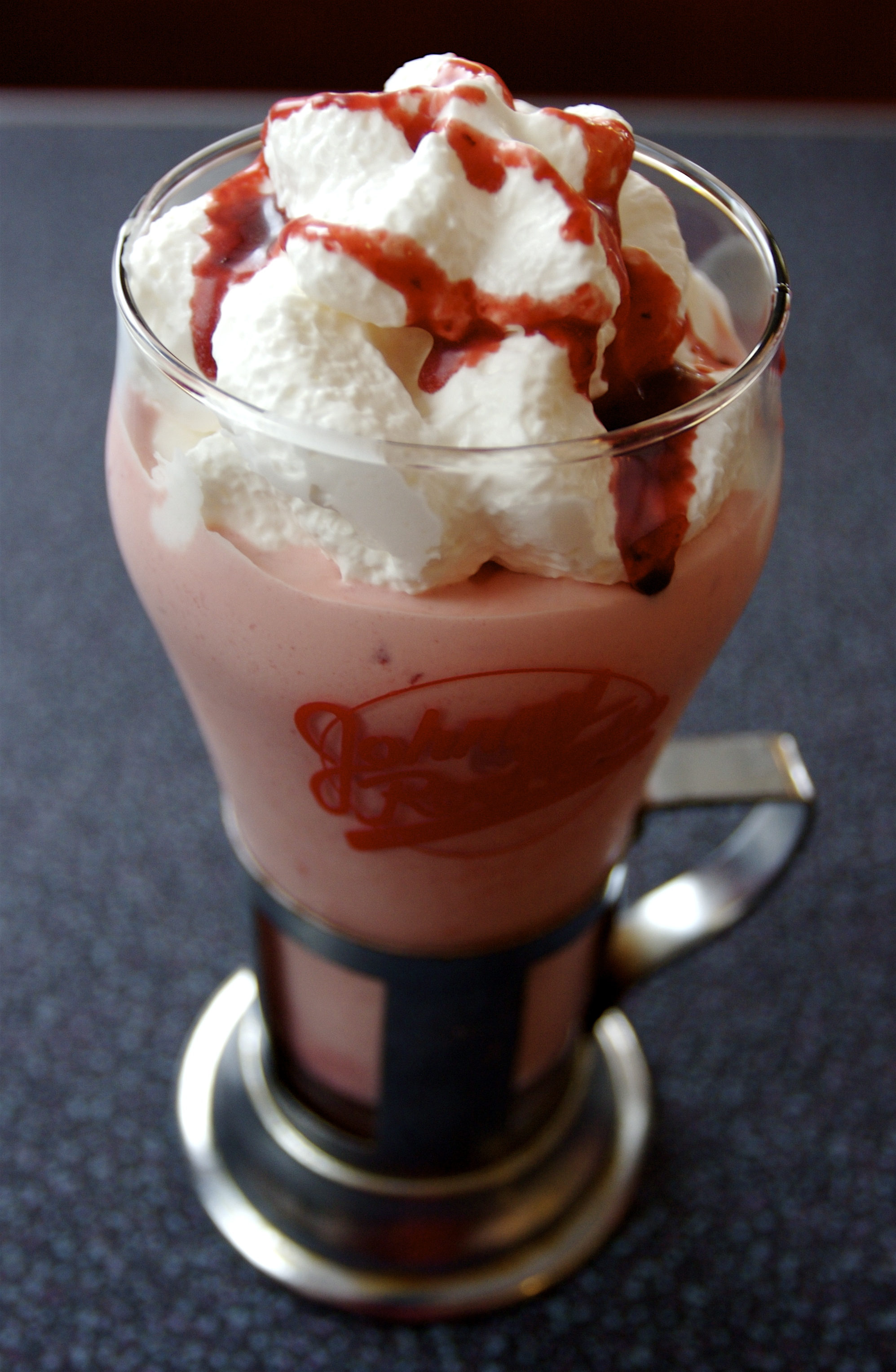
Drycken milkshake används som en metafor för något som gör en kvinna speciell.

"Milkshake" skrevs och producerades av The Neptunes, en duo bestående av Pharrell Williams och Chad Hugo. Låten blev påtänkt när Tasty valdes som albumets titel. I en intervju med The Associated Press förklarade Kelis meningen med låten: "En milkshake är vad som gör en kvinna speciell. Det är det som ger oss förtroende och gör oss spännande." Dock sade hon till The Observer att "den betyder vad lyssnaren vill; det är bara ett ord vi hittade på, men sedan fick låten som ett eget liv." Inspelningen till låten ägde rum på Hovercraft Studios i Virginia. Inspelningarna mixades av Phil Tan på Right Track Studios i New York.
"Milkshake" är en R&B-låt och About.com beskrev den som en danslåt med ett "lågt taktslag." Låten är igenkänd för refrängen där Kelis sjunger "My milkshake brings all the boys to the yard." Genom låten hörs ett klingande ljud likt en receptionsklocka. Låten har jämförts med "Nasty Girl" med Vanity 6, "In My House" med Mary Jane Girls och "Touch It" med Monifah. Enligt notblad publicerade på Musicnotes.com av Alfred Publishing utgår "Milkshake" från 113 taktslag per minut.

## Mottagande
Låten mottogs positivt av kritiker. Joey Rivaldo från About.com gav den fyra av fem stjärnor. När Heather Phares från Allmusic recenserade soundtracket till filmen Mean Girls, som "Milkshake" är med i, kallade hon låten "fantastisk" och sade att den är "egentligen en tre minuters instruktion i sexuell dragningskraft". Rollie Pemberton från Pitchfork sade att låten är "briljant" och att den "lockar hela manliga befolkningen med sina rytmiska ljud". Bjorn Randolph från Stylus sade att låten "kan mycket väl bli ihågkommen som deras [The Neptunes] mästerverk". Matt Danson från Contactmusic.com var inte lika förtjust i låten och sa: "eftersom det låter som att [Pharrell] Williams har gjort den här i sömnen, kommer den troligen att bli bortglömd om den inte har en hyfsad musikvideo som stödjer den. Det är uppenbarligen meningen att den ska vara en sexig elektronika-låt, men den låter bara slapp." Tony Naylor från NME sade att låten "troligen [är] den underligaste låten" på albumet Tasty.
2005 publicerade Blender en lista över de 500 bästa låtarna de senaste 25 åren och placerade "Milkshake" som nummer 128. 2004 utnämnde The Observer den till årets bästa singel. 2004 listade Pitchfork de 50 bästa låtarna under 2003 och placerade "Milkshake" som nummer åtta. 2005 gjorde Pitchfork en lista över de 100 bästa låtarna under 2000–2004 och placerade låten som nummer 21. Stylus utnämnde den till den trettonde bästa singeln under 2000–2005.

## Listframgångar
"Milkshake" debuterade  som nummer 73 den 6 september 2003 på Billboard-listan Hot R&B/Hip-Hop Songs och nådde nummer fyra i januari 2004. I oktober 2003 debuterade låten som nummer 95 på Billboard Hot 100 och blev då Kelis andra låt som debuterat på listan, efter "Caught out There" som tillbringade tolv veckor på listan mellan december 1999 och februari 2000. Efter dess trettonde vecka på listan nådde "Milkshake" nummer tre och stannade där i fem veckor i rad. I december 2003 låg låten också i topp på Hot Dance Club Songs. Låten låg kvar på Hot 100 i tjugotvå veckor och certifierades guld av Recording Industry Association of America (RIAA) den 25 oktober 2004. Den har sålts i 883 000 digitala exemplar i USA och var den tionde mest sålda singeln i landet under 2004. 2004 fick Kelis sin första Grammy Award-nominering då "Milkshake" var nominerad för Bästa Urban/Alternativa Prestation. Dock förlorade låten mot Outkast med "Hey Ya!".
Låten var framgångsrik internationellt och nådde topp tio på de flesta topplistor. I Irland debuterade låten som nummer 15 och toppade sedan listan i fem veckor i rad. Tack vare succén på listan hamnade låten på plats fyra på årslistan för 2004 av Irish Recorded Music Association. I Storbritannien certifierades "Milkshake" silver av British Phonographic Industry (BPI) och nådde nummer två på singellistan och stannade i samma position i fyra veckor i rad. I Australien certifierades singeln platina av Australian Recording Industry Association (ARIA) och låg som nummer två på singellistan i fem veckor. Den certifierades guld av Recording Industry Association of New Zealand (RIANZ) och nådde nummer tre på singellistan i Nya Zeeland. Låten nådde också topp fem i Danmark, Norge och Sverige. I oktober 2004 var "Milkshake" nominerad för Bästa R&B på MTV Europe Music Awards, men förlorade mot Alicia Keys.

## Musikvideo
Musikvideon för "Milkshake" regisserades av Jake Nava. I videon går Kelis in till en diner vid namn Tasty's Yard. Hon dansar suggestivt och suger på ett körsbär, vilket får en mamma att täcka sin sons ögon. En kock, spelad av rapparen Nas, börjar servera milkshakes till kunderna medan Kelis dansar. En milkshakemaskin börjar spruta milkshake över kunderna och fler och fler personer går in till dinern. FHM utnämnde videon till den 73:e sexigaste musikvideon av en kvinnlig artist.

## Kulturell verkan
"Milkshake" har varit med i flera filmer, som Mean Girls och Norbit. I Date Movie spelas låten när Alyson Hannigan dansar på gatorna i en fat suit. I Family Guy-avsnittet "Sibling Rivalry" tvingas Peter Griffin sjunga låten till fångar. McSweeney's publicerade ett antal "korta påhittade monologer", bland annat en om "Milkshake" från en äldre Kelis synvinkel. I februari 2007 på The Daily Show skämtade Jon Stewart om att låten hade valts till Hillary Clintons kampanjlåt.
I Kelis låt "Bossy", den första singeln från hennes fjärde studioalbum Kelis Was Here, sjunger hon om "Milkshake" i refrängen; "I'm bossy [...] I brought all the boys to the yard". Justin Bond från kabaréduon Kiki and Herb sade att han hade sett många mima till "Milkshake" på klubbar, och kallade låten "en stor blinkning till sättet du kan återvinna din sexualitet—den handlar om att göra personen som argumenterar dig till den svaga." 2010 sa Kelis att hon tror att låten ändrade kvinnliga artisters syn på musik.

## Låtlistor
| - Digital nedladdning 1. "Milkshake" – 3:05 - Digital Radio Mix 1. "Milkshake" (Radio Mix) med Pharrell & Pusha T – 4:46 2. "Milkshake" (Instrumental) – 4:41 - EU Maxi CD-singel 1. "Milkshake" – 3:05 2. "Milkshake" (X-Press 2 Tripple Thick Vocal Mix) – 9:30 3. "Milkshake" (DJ Zinc Remix) – 5:59 4. "Milkshake" (Freq Nasty's Hip Hall Mix) – 6:24 5. "Milkshake" (Tom Neville Mix) – 6:26 6. "Milkshake" (Musikvideo) – 3:11 | - EU Promo 12" Vinyl 1. "Milkshake" – 3:05 2. "Milkshake" (Acapella) – 2:57 3. "Milkshake" (Instrumental) – 3:05 - US Promo 12" Vinyl 1. "Milkshake" (X-Press 2 Remix) – 9:30 2. "Milkshake" (DJ Zinc Remix) – 5:59 3. "Milkshake" (Album Version Club Mix) – 3:06 - USA 7" Vinyl 1. "Milkshake" – 3:05 2. "Milkshake" (Instrumental) – 3:05 |

## Topplistor och certifikat
| Topplista (2003–2004)               | Högsta position |
| ----------------------------------- | --------------- |
| Australien                          | 2               |
| Belgien (Flandern)                  | 10              |
| Belgien (Vallonien)                 | 33              |
| Danmark                             | 4               |
| Finland                             | 12              |
| Frankrike                           | 52              |
| Irland                              | 1               |
| Italien                             | 20              |
| Nederländerna                       | 6               |
| Nya Zeeland                         | 3               |
| Norge                               | 5               |
| Schweiz                             | 20              |
| Storbritannien                      | 2               |
| Sverige                             | 5               |
| Tyskland                            | 22              |
| USA Billboard Hot 100               | 3               |
| USA Billboard Hot Dance Club Songs  | 1               |
| USA Billboard Hot R&B/Hip-Hop Songs | 4               |
| Österrike                           | 38              |

| Land           | Certifikat |
| -------------- | ---------- |
| Australien     | Platina    |
| Nya Zeeland    | Guld       |
| Storbritannien | Silver     |
| USA            | Guld       |

| Topplista (2004)                    | Position |
| ----------------------------------- | -------- |
| Australien                          | 4        |
| Irland                              | 4        |
| Nya Zeeland                         | 27       |
| Storbritannien                      | 14       |
| Sverige                             | 47       |
| USA Billboard Hot 100               | 10       |
| USA Billboard Hot R&B/Hip-Hop Songs | 14       |
| Topplista (2000–2009)               | Position |
| Australien                          | 87       |

## Utgivningshistorik
| Land           | Datum            | Format              |
| -------------- | ---------------- | ------------------- |
| USA            | 25 augusti 2003  | Digital nedladdning |
| Storbritannien | 24 november 2003 | Digital nedladdning |
| Storbritannien | 5 januari 2004   | CD-singel           |